# Albert Josipovici
Pour les articles homonymes, voir Josipovici.
Albert Josipovici (Constantinople, 7 décembre 1892 - Maadi, 6 décembre 1932) est un écrivain français.

## Biographie
Albert Josipovici est né à Constantinople d'un père médecin roumain installé en Égypte. Il suit sa scolarité en France à Melun, puis termine des études de Droit à Paris. Il devient le secrétaire de l'industriel Lazare Weiller.
C'est de retour en Égypte, en 1913, qu'il rencontre Albert Adès, dont son père est le médecin de famille. Ensemble, ils vont écrire deux romans relatant la vie quotidienne des Égyptiens. Ils seront présentés comme des écrivains égyptiens de langue française. Leur deuxième roman, Le Livre de Goha Le Simple, présenté pour le Prix Goncourt en 1919, obtient la deuxième place derrière A l’ombre des jeunes filles en fleurs de Marcel Proust. Partageant leur goût littéraire, Albert Josipovici et Albert Adès prendront même pour épouse deux sœurs.
En juillet 1922, Jacques Rivière indique à Gaston Gallimard qu'Albert Josipovici prépare un roman avec Albert Cohen, mais la collaboration est abandonnée au mois de septembre.
Albert Josipovici meurt à Maasi (Le Caire) en 1932 à l'âge de 40 ans.
Le Livre de Goha Le Simple sera porté à l'écran sous le titre Goha par Jacques Baratier, avec Omar Sharif et Claudia Cardinale. Le film remportera le prix Un certain regard au festival de Cannes de 1958.

## Œuvre
Albert Josipovici et Albert Adès
- Les Inquiets, sous le pseudonyme de A. I. Theix, éditions Calmann-Lévy, Paris : 1914
- Le Livre de Goha Le Simple, Calmann Lévy préface Octave Mirbeau, éditions Calmann-Lévy, Paris : 1919

Albert Josipovici
- Le Beau Saïd, éditions Gallimard, Paris : 1928
- David chez les Chrétiens, publié à titre posthume dans la revue Contadour N°VIII (février 1939) dans le cadre  des Rencontres du Contadour.